# 395.ª Divisão de Infantaria (Alemanha)
A 395ª Divisão de Infantaria (em alemão:395. Infanterie-Division) foi uma unidade militar que serviu no Exército alemão durante a Segunda Guerra Mundial.

## Comandantes
| Comandante                   | Data                                      |
| ---------------------------- | ----------------------------------------- |
| Generalleutnant Hans Stengel | ? de março de 1940 - 16 de agosto de 1940 |

## Área de operações
| Prússia Oriental | de março de 1940 - agosto de 1940 |